# Земля принцеси Єлизавети
Земля принцеси Єлизавети (англ. Princess Elizabeth Land) — частина території Східної Антарктиди, що лежить між 73 і 88° східної довготи.
На заході межує з Долиною МГГ і шельфовим льодовиком Еймері, на сході переходить в Землю Вільгельма II. Омивається морями Співдружності і Дейвіса.
Земля принцеси Єлизавети охоплює дві прибережні частини:
- Берег Інгрід Крістенсен - від 73° 35' до 81° 24' східної довготи
- Берег Леопольда і Астрід - від 81° 24' до 87° 43' східної довготи

У східній частині узбережжя знаходиться Західний шельфовий льодовик. Висота льодовикового покриву в центральній частині становить 2000-2500 м; товщина льоду - 1000-1500 м. На узбережжі зустрічаються ділянки, вільні від льоду (наприклад, оаза Вестфолль).
Земля принцеси Єлизавети була відкрита Британсько-австрало-новозеландської експедицією Дугласа Моусона в 1931 році і названа на честь принцеси, нині королеви Великої Британії Єлизавети II. На її території працюють наукові станції Девіс (Австралія), Чжуншань (КНР), Лоу-Раковиці (Румунія),   Бхараті, а також Прогрес-2 (Росія).

## Див. Також
- Земля Королеви Єлизавети